# Làpites (fill d'Apol·lo)
Làpites (en grec antic: Λαπίθης) va ser, segons la mitologia grega, un fill d'Apol·lo i Estilbe.
Es creia que ell i el seu germà Centaure havien donat nom als pobles llegendaris dels làpites i dels centaures. Làpites es va establir a la vora del riu Peneu i es va casar amb Orsínome, filla d'Eurínom, i va ser el pare de Forbant, de Perifant, de Diomeda i potser de Tríopas.